# Боливар (футбольный клуб)
«Боли́вар» (исп. Club Bolívar) — боливийский футбольный клуб из города Ла-Пас. Является самым титулованным клубом Боливии как на внутренней, так и на международной арене. Единственный боливийский клуб, доходивший до финала крупного международного клубного соревнования — Южноамериканского кубка в 2004 году. Своё название клуб получил в честь лидера освободительного движения американских стран против Испании Симона Боливара.

## История
Клуб «Боли́вар» был основан 12 апреля 1925 года группой молодежи Ла-Паса. Первоначально команда именовалась «Атлетический литературный и музыкальный клуб „Боливар“». Затем эти дополнения отпали и остался лишь «Клуб Боливар».
«Боливар» чаще всех боливийских команд принимал участие в розыгрыше Кубка Либертадорес — 36 раз. В 1986 году «Боливар» дошёл до полуфинала Кубка Либертадорес.
В 1994 году в составе сборной Боливии на чемпионате мира участвовали многие футболисты «Боливара» — Марко Санди, Мигель Римба, Карлос Борха, Владимир Сория, Луис Кристальдо, Хулио Бальдивьесо. При этом многие из них становились чемпионами Боливии 1992 и 1994 гг. под руководством российского специалиста Виталия Шевченко.
В 2004 году команда по сумме двух матчей уступила в финале Южноамериканского кубка «Боке Хуниорс». В первом матче, 8 декабря, на своем поле боливийцы праздновали победу 1:0 (гол на счету Орасио Киорассо). Но дома «Бока» уже к 28 минуте вела в счете 2:0 за счет голов Мартина Палермо и Карлоса Тевеса. Этот результат и принёс победу аргентинскому гранду.
В XXI веке «Боливар» выиграл 13 чемпионских титулов страны и по этому показателю занимает первое место в Боливии. В 2014 году команда повторила свой лучший результат в Кубке Либертадорес, дойдя до полуфинала турнира.

## Достижения
- Чемпион Боливии (профессиональные титулы) (27): 1966, 1968, 1976, 1978, 1982, 1983, 1985, 1987, 1988, 1991, 1992, 1994, 1996, 1997, 2002, 2004 (Апертура), 2005 (Адекуасьон), 2006 (Клаусура), 2009 (Ап.), 2011 (Ад.), 2013 (Кл.), 2014 (Ап.), 2015 (Кл.), 2017 (Ап.), 2017 (Кл.), 2019 (Ап.), 2022
- Вице-чемпион Боливии (15): 1969, 1975, 1984, 1990, 1993, 2001, 2003 (Ап.), 2005 (Ап.), 2007 (Ап.), 2009 (Кл.), 2010 (Кл.), 2013 (Ап.), 2015 (Ап.), 2016 (Ап.)
- Чемпион Боливии (любительские титулы) (8): 1932, 1937, 1939, 1940, 1941, 1942, 1950, 1953
- Чемпион Объединительного турнира (между эпохой любителей и профессионалов) (1): 1956
- Обладатель Кубка Аэросур/Cine Center (3): 2009, 2010, 2013
- Финалист Южноамериканского кубка (1): 2004
- Полуфиналист Кубка Либертадорес (2): 1986, 2014

## Знаменитые игроки
В разделе об истории клуба упомянуты следующие выдающиеся игроки «Боливара»:
- Карлос Арагонес
- Пабло Бальдивьесо
- Луис Грегорио Гальо
- Овидио Месса
- Эрвин Ромеро
- Рикардо Тронконе
- Рубен Туфиньо
- Виктор Угарте
- Карлос Конрадо Хименес
- Орасио Чиорассо
- Марко Этчеверри

На крупнейшем сайте болельщиков в разделе «Исторические игроки» присутствуют следующие футболисты:
- Карлос Арагонес
- Абдуль Арамайо
- Хулио Сесар Бальдивьесо
- Рамиро Блакут
- Карлос Фернандо Борха
- Хоакин Ботеро
- Нельсон Давид Кабрера
- Рамиро Кастильо
- Марио Мена
- Даниэль Пачи Босо
- Рене Рада Кальдерон
- Леонель Рейес
- Эрвин Ромеро
- Марко Антонио Санди
- Оскар Кармело Санчес
- Эрвин Санчес
- Владимир Сория
- Рикардо Тронконе
- Виктор Угарте
- Эрнан Уранка
- Вальтер Флорес
- Марко Этчеверри